# IJab
iJab是基于Ajax技术开发的支持XMPP/Jabber协议的Web即时通讯客户端。iJab是开源软件，任何人都可以基于iJab建立支持XMPP协议的即时通讯系统。iJab使用Javascript和HTML开发，基于浏览器运行，客户端无需下载其他程序。
iJab同时还开发了类似于Facebook聊天风格的Web即时通讯客户端--iJabBar。

## 功能
- 嵌入浏览器运行，无弹出窗口
- 声音
- 多人聊天
- 用户搜索
- Roster管理
- HTTP绑定

## 相关信息
- XMPP协议的客户端软件列表